# Josefin de Gregorio
Josefin de Gregorio (fram till 2021 Holmström), född 21 augusti 1986 i Sollentuna, är en svensk litteraturvetare och författare. Hon har bland annat skrivit en biografi om Emily Dickinson och är sedan 2022 litteraturredaktör på Svenska Dagbladet. 2013 debuterade hon som romanförfattare, med boken Antarktis.

## Biografi
de Gregorio är uppvuxen i Södertälje. Under sin uppväxt hade hon ett stort musikintresse och spelade piano. Hon studerade vid kulturskolan och ansökte därefter till Musikgymnasiet.
Senare tog de Gregorios litteraturintresse över. Hon inledde studier vid universitetet i Oxford, där hon därefter avlade en masterexamen i engelsk litteratur. Därefter fortsatte hon 2013 studierna vid universitetet i Cambridge, och 2019 disputerade hon i ämnet amerikansk litteratur med avhandlingen Emily Dickinson och vulkanerna.

### Skribent och redaktör
de Gregorio inledde sin bana som litteraturkritiker vid Svenska Dagbladet, och har även skrivit i frikyrkliga Sändaren och den katolska tidskriften Signum. 2022 tillträdde hon en tjänst som litteraturredaktör i Svenska Dagbladet, med ansvar för kritik av både skön- och facklitteratur.

#### Krönikör och debattör
Som författare och litteraturkritiker har de Gregorio återkommande skrivit kommenterande texter och kulturkrönikor omkring fenomen i samtiden. 2020 skrev de Gregorio en SvD-krönika där hon lanserade begreppet "kanskeman". Begreppet, som syftar på en man som inte vill satsa fullt ut på en parrelation, ledde under hösten till en mediedebatt omkring mäns och kvinnors olika beteenden i samband med relationer. Ordet listades senare som ett av Språkrådets och Språktidningens nyord från 2020. de Gregorios utgångspunkt i sin omdebatterade text var idén om att kvinnor sköter det mesta av det känslomässiga arbetet i en parrelation. Senare myntades ordet "kanske-kvinna" omkring ett uppförande som långtifrån är könsbundet.
de Gregorio har återkommande varit starkt kritisk emot kommersialiseringen av sexuella uttryck och sexbranschen i stort. Detta inkluderar texter och debattmedverkan kring ämnen som webbkameraplattformen Onlyfans och pornografins existensberättigande. Hon har själv beskrivit sig som kristen och 'moraliskt konservativ'.
2024 sågade hon Aftonbladets satsning på att bifoga sifferbetyg till sina bok-, konst- och teaterrecensioner. Samma år var hon inblandad i en debatt kring det etiska i att abortera foster med Downs syndrom.

### Författare
År 2013 debuterade hon som författare med Antarktis, en roman om författaren Gertrude som medföljer en forskningsexpedition till Antarktis. Med på resan finns även en man från hennes förflutna. Som en parallellberättelser får läsaren följa Gertrudes skildring av Robert Scotts fatala Terra Nova-expedition till Sydpolen hundra år tidigare. Boken blev väl mottagen och nominerades till Katapultpriset.
2017 kom de Gregorios andra roman, Samuel är mitt namn. Berättelsen kretsar kring ett blindfött barn – titelns Samuel – som under knappa förhållanden växer upp i Norrland efter att hans mor avlidit i barnsäng. Livet förvandlas sedan han oförklarligt börjar se, och läsaren får följa hans vidare öden i Cambridge och USA. Boken har beskrivits som en "barndomsberättelse om ensamhet, vänskap och läsning".
Två år senare gavs Emily Dickinson och vulkanerna ut. Denna essäbok om Emily Dickinson var även de Gregorios doktorsavhandling, en personligt upplagd biografi som utgår från tankar kring den skrivande Dickinsons självvalda isolering i föräldrahemmet. Boken belönades 2020 med Gerard Bonniers essäpris. Den hade då föregåtts av publiceringar av tre samlingar brev och texter av Dickinson, utvalda och kommenterade av de Gregorio.
2023 publicerades boken Försvinnandet. I sin recension i Göteborgs-Posten beskriver Jenny Högström boken som "ett triangeldrama i Donna Tartts anda". I berättelsen finns mörker och suggestivt innehåll, även om Högström hade önskat att författaren kunnat förklara lite tydligare.

## Privatliv
de Gregorio är sedan 2021 gift med forskningsassistensen och doktor i ekonomisk historia Enrique de Gregorio. Paret, som är bosatt i Göteborg, har två barn ihop.

### Böcker
- 2013 – Antarktis: roman. Stockholm: Norstedt. Libris 14286849. ISBN 9789113050492
- 2017 – Samuel är mitt namn. Stockholm: Norstedts. Libris 20750542. ISBN 9789113077734
- 2019 – Emily Dickinson och vulkanerna. Stockholm: Norstedts. Libris r2rgs2cfpsxdqkvm. ISBN 9789113088549
- 2023 – Försvinnandet. Norstedts. Libris wcn5tzrftll6pfct. ISBN 9789113130156

### Texter av Emily Dickinson (urval)
- Brev I Till de närmaste / Emily Dickinson ; översättning: Lena Karlin ; urval, inledning och kommentarer: Josefin Holmström.. - 2016. - ISBN 9789172474468
- Brev II De litterära breven / Emily Dickinson ; översättning: Lena Karlin ; urval, inledning och kommentarer: Josefin Holmström.. - 2018. - ISBN 9789172474949
- Brev III Utkast och fragment / Emily Dickinson ; översättning: Lena Karlin och Jonas Ellerström ; urval, inledning och kommentarer: Josefin Holmström.. - 2020. - ISBN 9789172475847

## Utmärkelser
- 2019 – Natur och Kulturs särskilda stipendium
- 2020 – Samfundet De Nios Vinterpris[7] + Gerard Bonniers essäpris (för Emily Dickinson och vulkanerna[21])
- 2020 – Beskowska resestipendiet[25]
- 2023 – Hannah More-priset med motiveringen: ”För en framstående kulturgärning som rymmer såväl värdighet som frimodighet. Josefin de Gregorio har genom sina böcker och som kulturjournalist blivit en respekterad röst i svensk offentlighet som ett vittnesbörd om hur ett kvalitativt författarskap kan vara sammanflätat med en välmotiverad kristen tro.”[26]